# Linnéskolan
Linnéskolan (Ursprungligen Hedvig Eleonora folkskola, i folkmun kallad Lilla Hedvig skola) var en kommunal grundskola belägen i kvarteret Brandmästaren på Östermalm i Stockholm. Den före detta skolan är idag en bostadsrättsförening med privatbostäder.

## Beskrivning
Belägen i korsningen Artillerigatan och Linnégatan, var skolan en lågstadieskola (grundskola till årskurs 3), under administration av Hedvig Eleonora skolas rektorsområde, och innefattade också och skoltandläkare i övervåningen. 